# Sherman Everett Burroughs

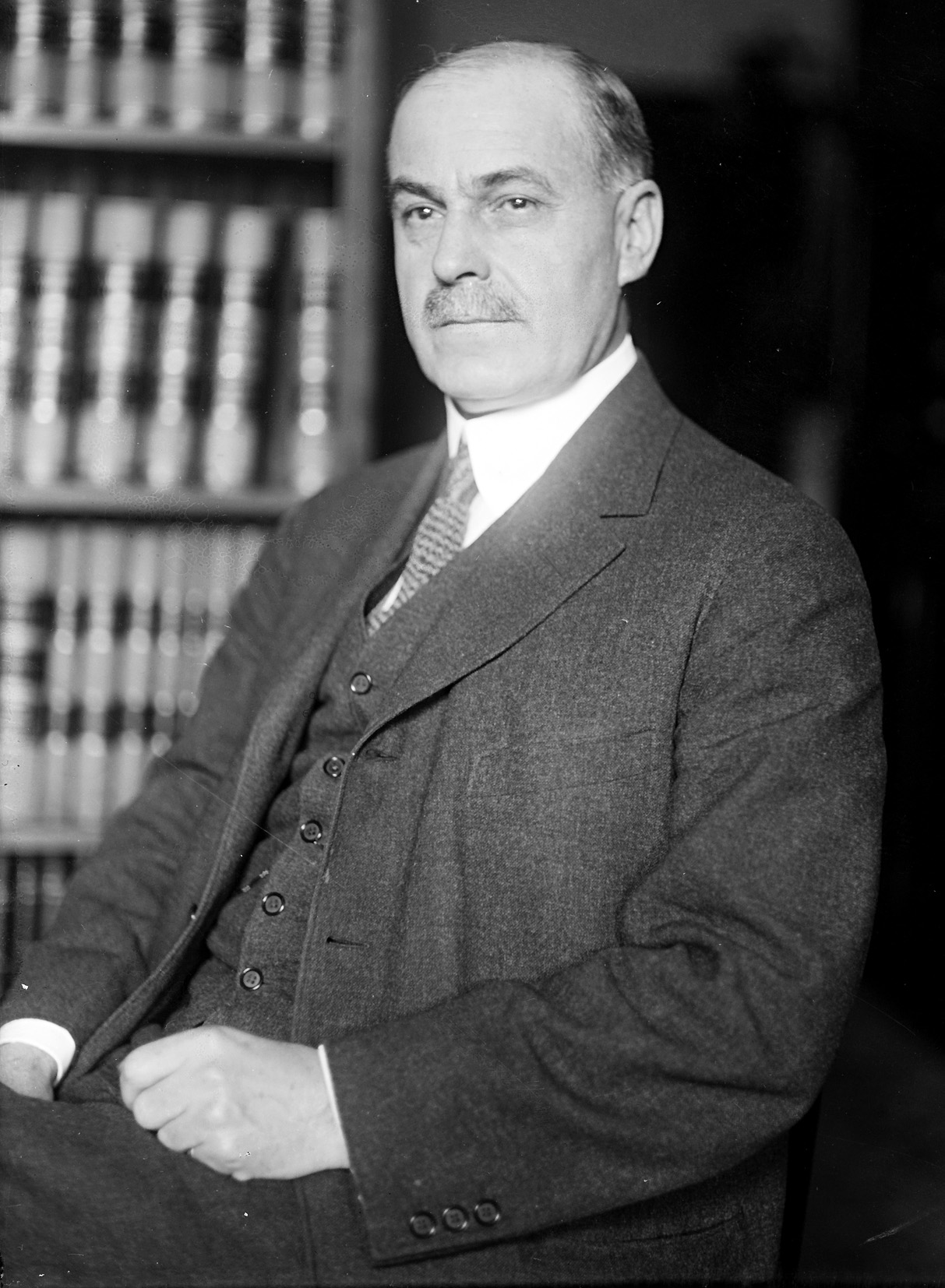
Sherman Everett Burroughs

Sherman Everett Burroughs (* 6. Februar 1870 in Dunbarton, Merrimack County, New Hampshire; † 27. Januar 1923 in Washington, D.C.) war ein US-amerikanischer Politiker. Zwischen 1917 und 1923 vertrat er den Bundesstaat New Hampshire im US-Repräsentantenhaus.

## Werdegang
Sherman Burroughs besuchte die öffentlichen Schulen seiner Heimat und danach bis 1894 das Dartmouth College in Hanover. Zwischen 1894 und 1897 war er Sekretär des Kongressabgeordneten Henry Moore Baker, der damals für den zweiten Wahlbezirk von New Hampshire im US-Repräsentantenhaus saß. Nach einem Jurastudium am Columbia College und seiner im Jahr 1896 erfolgten Zulassung als Rechtsanwalt begann er in Manchester in seinem neuen Beruf zu arbeiten. Burroughs war Mitglied der Republikanischen Partei und von 1901 bis 1902 Abgeordneter im Repräsentantenhaus von New Hampshire. Von 1901 bis 1907 gehörte er dem Wohlfahrtsausschuss (Board of Charities and Corrections) seines Staates an. Danach war er in den Jahren 1909 und 1910 im Gleichberechtigungsausschuss (Board of Equalization).
Nach dem Tod des Kongressabgeordneten Cyrus A. Sulloway wurde Everett Burroughs im Jahr 1917 im ersten Distrikt von New Hampshire als dessen Nachfolger in das US-Repräsentantenhaus in Washington gewählt. Da er bei den folgenden beiden regulären Kongresswahlen sein Mandat verteidigte, konnte er vom 29. Mai 1917 bis zu seinem Tod am 27. Januar 1923 im Kongress verbleiben. Seine Amtszeit wäre noch bis zum 3. März 1923 gelaufen. Im November 1922 hatte er nicht mehr für eine weitere Legislaturperiode kandidiert. Seine Zeit im Kongress war von den Ereignissen des Ersten Weltkrieges überschattet. Außerdem wurden in jener Zeit das bundesweite Frauenwahlrecht und das Prohibitionsgesetz eingeführt. Sherman Burroughs wurde in Manchester beigesetzt.